# 佐野藩
佐野藩（日语：／ Sano-han */?）是日本下野國安蘇郡佐野的藩，天正20年（1592年）9月創藩，慶長19年7月28日（1614年9月2日）廢藩，貞享元年10月10日（1684年11月16日）第二次創藩，元祿11年3月7日（1698年4月17日）廢藩，文政9年10月10日（1826年11月9日）第三次創藩，明治4年7月14日（1871年8月29日）廢藩，石高在高峰期達39,000石，藩廳先後是唐澤山城、春日城和植野城。
藩校是創建於元治元年（1864年）11月的觀光館擇善堂和演武場，分別教授文學和武藝，菩提寺是祥雲寺香林院，人口根據《藩制一覽》記載是2,518戶11,893人。武家屋敷方面，堀田家時期江戶藩邸上屋敷曾經設於淺草、麻布廣尾、麻布白金和三番町，中屋敷設於木挽町六丁目，下屋敷曾經設於澀谷、廣尾和下澀谷三田村，在麻布本村則有抱屋敷。

## 歷史
天正20年（1592年）9月，富田一白五子作為佐野房綱的養子而繼位，即佐野信吉。同年9月22日（10月27日），信吉獲豐臣秀吉安堵。慶長7年（1602年）2月，信吉奉命廢棄唐澤山城，同年9月15日（10月29日）轉移至春日城。慶長19年7月28日（1614年9月2日），信吉之兄伊予宇和島藩藩主富田信高由於與石見津和野藩藩主坂崎直盛的爭論而被改易，信吉也受到牽連而遭到改易。佐野藩的領地變為幕府領、近江彥根藩和下總古河藩的領地。
貞享元年10月10日（1684年11月16日），下總古河藩藩主大老堀田正俊三子堀田正高繼承其父的在下野國都賀郡和安蘇郡內的10,000石領地而創藩。元祿11年3月7日（1698年4月17日），正高轉封至近江堅田藩，佐野藩再次廢藩。文政9年10月10日（1826年11月9日），近江堅田藩藩主堀田正敦以13,000石入主佐野，以安蘇郡植野村的植野城為藩廳。文政12年11月16日（1829年12月11日），正敦獲加增安蘇郡、上野國勢多郡和綠野郡內3,000石，石高增至16,000石。
天保3年正月29日（1832年3月1日），正敦之子堀田正衡繼位。天保7年9月4日（1836年10月13日），正衡就任為若年寄。安政元年11月29日（1855年1月17日），正衡嫡孫堀田正頌繼位。慶應4年（1868年）2月，佐野藩歸順於新政府軍。同年4月13日（5月5日），下津原村爆發打毀，佐野藩和彥根藩均有出兵。其後，佐野藩在三國峠之戰中參戰，白河口之戰時則負責軍需。明治2年6月2日（1869年7月10日），佐野藩獲賜金150兩。明治4年7月14日（1871年8月29日），廢藩置縣。 

## 歷任藩主
| 家名   | 家格        | 名稱     | 石高               | 領地 |
| ------ | ----------- | -------- | ------------------ | --- |
| 佐野家 | 外樣 城持   | 佐野信吉 | 39,000石           | 下野國安蘇郡 |
| 堀田家 | 譜代 陣屋   | 堀田正高 | 10,000石           | 下野國都賀郡和安蘇郡                                                                                                   |
| 堀田家 | 譜代 城主格 | 堀田正敦 | 13,000石↓ 16,000石 | 下野國安蘇郡 近江國滋賀郡 上野國山田郡、新田郡和勢多郡↓ 下野國安蘇郡 近江國滋賀郡 上野國勢多郡、綠野郡、新田郡和山田郡 |
| 堀田家 | 譜代 城主格 | 堀田正衡 | 16,000石           | 下野國安蘇郡 近江國滋賀郡 上野國勢多郡、綠野郡、新田郡和山田郡                                                         |
| 堀田家 | 譜代 城主格 | 堀田正頌 | 16,000石           | 下野國安蘇郡 近江國滋賀郡 上野國勢多郡、綠野郡、新田郡和山田郡                                                         |

## 領地
| 令制國 | 郡     | 領地 |
| ------ | ------ | --- |
| 上野國 | 勢多郡 | 橫澤村、下增田村、苗島村（苗ヶ島村）、新屋村、關村、山上內町村 |
| 上野國 | 綠野郡 | 三本木村、岡之鄉、白石村、「沒有記載」 |
| 上野國 | 新田郡 | 西野谷村 |
| 上野國 | 山田郡 | 茂木村 |
| 下野國 | 安蘇郡 | 植野村、田島村、赤坂村 |
| 近江國 | 滋賀郡 | 赤塚村、千野村、谷口村、大野村、本堅田村、普門村、衣川村、真野中村、真野澤村、向在地村、下在地村、阪下村、木戶口村、葛川中村、細川村、貫井村、町居村、北比良村、南小松村、北小松村 |

## 註解
1. ↑  佐野現為栃木縣佐野市佐野地區（日语：佐野町 (栃木県)）[1]。
2. ↑  現行對應地名如下：
  - 麻布白金上屋敷現為東京都千代田區丸之內2丁目7−3[6]。
  - 三番町上屋敷現為千代田區九段南1丁目4至9的靖國神社南門前[5]。
  - 廣尾下屋敷現為東京都港區南麻布4丁目的廣尾橋路口前[5]。
  - 木挽町六丁目現為東京都中央區銀座7丁目[7]。
3. ↑  植野村現為佐野市植野町（日语：植野村 (栃木県)）、上台町、七軒町、寺中町、植下町、植上町、伊保內町、大古屋町和庚申塚町一帶[1]。
4. ↑  下津原村現為栃木縣栃木市岩舟町下津原（日语：岩舟町下津原）[1][8]。